# Love: Part Two
Love: Part Two —en español: Amor: segunda parte— es el cuarto álbum de estudio de la banda estadounidense de rock alternativo Angels & Airwaves. El álbum fue lanzado el 1 de noviembre de 2011 por el propio sello de la banda To the Stars Records. De ello se deduce Love lanzado en 2010, que coincide con el lanzamiento de la película de la banda que incluye la música del álbum. El primer sencillo «Anxiety» fue lanzado con su respectivo vídeo el 11 de agosto de 2011. Este fue el último álbum, tanto para el exbaterista Adam "Atom" Willard quien dejó la banda antes del lanzamiento del álbum y también para el «quinto miembro de la banda» Jeff "Critter" Newell quien murió en vísperas de año nuevo en 2011. Ambos habían trabajado en los últimos cuatro álbumes de la banda. Al igual que su predecesor, Love: Part Two es un álbum conceptual que explora temas tales como «el amor, Dios y la esperanza».

## Antecedentes
En 2010, Tom DeLonge confirmó que habría un segundo álbum en el «proyecto Love» llamado Love: Part Two, con su respectiva película. El álbum tenía previsto lanzarse el 11 de noviembre de 2011, pero terminó siendo lanzado el 1 de noviembre junto con la película que tenía algunos retrasos que remontaban a 2010. Esto fue confirmado por Tom DeLonge a través de Modcam el 9 de abril de 2011. El mismo describió el álbum como «mejor que la primera parte».

## Lista de canciones
Todas las letras escritas por Tom DeLonge, toda la música compuesta por Angels & Airwaves.

| Love: Part Two |                              |          |  |
| N.º            | Título                       | Duración |  |
| 1.             | «Saturday Love»              | 4:21     |  |
| 2.             | «Surrender»                  | 4:30     |  |
| 3.             | «Anxiety»                    | 5:03     |  |
| 4.             | «My Heroine (It's Not Over)» | 3:45     |  |
| 5.             | «Moon as My Witness»         | 4:14     |  |
| 6.             | «Dry Your Eyes»              | 5:00     |  |
| 7.             | «The Revelator»              | 4:52     |  |
| 8.             | «One Last Thing»             | 2:54     |  |
| 9.             | «Inertia»                    | 4:30     |  |
| 10.            | «Behold a Pale Horse»        | 4:04     |  |
| 11.            | «All That We Are»            | 5:36     |  |
| 48:44          |                              |          |  |

## Posicionamiento en listas
| Australia      | Australian Albums Chart | 80 |       |
| Canadá         | Canadian Albums Chart   | 83 |       |
| Estados Unidos | Billboard 200           | 30 | [ 5 ] |
| Estados Unidos | Digital Albums          | 8  | [ 6 ] |
| Estados Unidos | Independent Albums      | 4  | [ 7 ] |
| Estados Unidos | Alternative Albums      | 5  | [ 8 ] |
| Estados Unidos | Rock Albums             | 7  | [ 9 ] |

| Austria        | Austrian Albums Chart | 67 | [ 10 ] |
| Estados Unidos | Billboard 200         | 43 | [ 11 ] |
| Estados Unidos | Independent Albums    | 8  | [ 12 ] |
| Estados Unidos | Tastemaker Albums     | 12 | [ 13 ] |
| Estados Unidos | Alternative Albums    | 8  | [ 14 ] |
| Estados Unidos | Rock Albums           | 8  | [ 15 ] |

## Créditos
| Angels & Airwaves - Tom DeLonge: voz, guitarra rítmica, producción. - David Kennedy: guitarra. - Matt Wachter: bajo, sintetizador. - Atom Willard: batería, percusión, programación. | Producción - Jeff «Critter» Newell: ingeniero, mezcla, percusión, producción, manipulación sonora. - Tom Lord-Alge: mezcla. - Femio Hernández: asistente de mezcla. - Brian Gardner: masterización. - Keegan Gibbs: fotografía. |

- Fuente: Allmusic.[16]